# Буддхагхоша
Буддхагхоша (пали — Буддхагхоса) — индийский буддийский учёный и комментатор V века, писавший  на языке пали и принадлежавший к школе тхеравада. Его имя на санскрите बुद्धघोष означает «Голос Будды», однако имя его (палийский вариант: Буддхагхоса) известно лишь из палийских источников, так как нет его работ, написанных на санскрите.
Наиболее известным из его трудов является «Висуддхимагга» (пали: «Путь очищения») — обстоятельное суммарное изложение и анализ пути Будды к освобождению с точки зрения ранней буддийской школы школы тхеравада. 
Интерпретация, представленная Буддхагхошей, является ортодоксальной трактовкой текстов тхеравады начиная как минимум с XII века. Как западные учёные, так и буддисты школы тхеравада рассматривают его как наиболее важного комментатора тхеравады.

## Биография
Согласно основному источнику о жизни Буддхагхоши, шри-ланкийской хронике «Махавамса», Буддхагхоша родился в брахманской семье в Магадхе, в Индии, и с юности овладел знанием Вед.
Он путешествовал по Индии, занимаясь философскими спорами. Но после того, как он был побеждён в споре о значении учения Вед буддийским монахом Реватой, он заинтересовался буддизмом, и был глубоко впечатлён "Абхидхаммой" (Третьей корзиной буддийского канона на пали, в которой рассматриваются вопросы психологии и буддийской метафизики). Тогда он решил стать буддийским монахом, и приступил к изучению "Типитаки" (пали: "Три корзины", свод текстов буддийского канона) и комментариев к ней. Обнаружив текст, комментарий к которому был утерян в Индии, он решил отправиться на Шри-Ланку, так как там должен был сохраниться комментарий на старосингальском языке.
На Шри-Ланке к этому времени, после многовекового противостояния нескольких буддийских сообществ (никай) (Махавихара, Абхаягири и Джетавана), заняла главенствующие позиции Махавихара. Однако противостояние сильно ослабило буддийские общины. Буддхагхоша стал изучать большой корпус старосингальских комментариев, и у него появилось желание составить на их основе один большой комментарий на пали. Монахи, чтобы проверить его знания, попросили его написать руководство по этапам практики.
К тому времени существовало руководство по практике — «Вимуттимагга» (пали: "Путь освобождения") араханта Упатиссы, но видимо, оно ассоциировалось у монахов Махавихары с их противниками из других никай, и потому их не устраивало.
На основе «Вимуттимагги» Буддхагхоша составил новое руководство, «Висуддхимаггу» (пали: "Путь очищения"). На тот момент у него были широкие познания, но мало практического опыта. Поэтому некоторые его объяснения по вопросам приёмов практики несколько противоречивы и не вполне ясны. Он демонстрирует эрудицию в общих теоретических вопросах. 
Буддхагхоша в «Висуддхимагге» ввёл (точнее - актуализировал, основываясь на кратких изречениях из сутт Будды) новые теоретические модели, прежде всего, «кханикаваду», пали (санскр. क्षणिकवाद «кшаникавада») — «учение о мгновенном существовании», и в целом сместил ударение на теоретическое познание учения Будды.
Затем он составил комментарий (пали: Аттхакатха, букв.: комментарий (к Типитаке) на пали к большей части Типитаки, и вернулся в Индию.